# Дискография на Сфера Ебаста
Към ноември 2023 г. дискографията на италианския певец Сфера Ебаста включва 5 студийни албума (1 от които с Чарли Чарлз), 3 бокс-сета, 1 микстейп и 56 сингъла (от които 31 като гост изпълнител). 

## Албуми

### Студийни албуми
| Година                                                               | Заглавие и детайли | брой парчета | Максимално класиране в Италия | Сертификати и продажби              |
| -------------------------------------------------------------------- | --- | ------------ | ----------------------------- | ----------------------------------- |
| 2015                                                                 | XDVR (c Чарли Чарлз) - Дата: 11 юни 2015 - Лейбъл: BHMG, Роча Мюзик - Формат: CD, LP, дигитално сваляне                 | 12           | 38                            |                                     |
| 2015                                                                 | XDVR reloaded - Дата: 23 ноември 2015                                                                                   | 15           | 1                             | - Платинен (2021) - 50 000+         |
| 2016                                                                 | Sfera Ebbasta - Дата: 9 септ. 2016 - Лейбъл: Юнивърсъл Мюзик, Деф Джем Рекордингс - Формат: CD, LP, дигитално сваляне   | 11           | 1                             | - 3 пъти платинен (2021) - 100 000+ |
| 2018                                                                 | Rockstar - Дата: 19 януари 2018 - Лейбъл: Юнивърсъл Мюзик, Деф Джем - Формат: CD, LP, CD+DVD, дигитално сваляне         | 11           | 1                             | - 7 пъти платинен (2023) - 700 000+ |
| 2018                                                                 | Rockstar (International Version) - Дата: 19 януари 2018                                                                 | 11           |                               |                                     |
| 2018                                                                 | Rockstar Popstar edition - Дата: 7 декември 2018                                                                        | 11 + 7       | 4                             |                                     |
| 2020                                                                 | Famoso - Дата: 20 ноември 2020 - Лейбъл: Юнивърсъл Мюзик, Репъблик Рекърдс - Формати: CD, CD+DVD, LP, дигитално сваляне | 13           | 1                             | - 5 пъти платинен (2022) - 250 000+ |
| 2020                                                                 | Famoso riedizione - 18 декември 2020                                                                                    | 15           |                               |                                     |
| 2023                                                                 | X2VR - Дата: 17 ноември 2023 - Лейбъл: Юнивърсъл Мюзик - Формати: CD, LP, дигитално сваляне, стрийминг                  | —            | —                             |                                     |
| „—“ показва некласирано издание или непубликувано в дадената страна. | |              |                               |                                     |

### Миниалбуми
| Година | Заглавие |
| ------ | --- |
| 2022   | Italiano (с Rvssian) - Издаден: 6 май 2022 - Лейбъл: Айлънд Рекърдс - Формат: CD, дигитално сваляне, стрийминг |

### Бокс-сетове
| Година | Заглавие и детайли                                                                                             | Забележка |
| ------ | --- | --- |
| 2016   | Sfera Ebbasta Special Box - Дата: 2 декември 2016 - Лейбъл: Юнивърсъл Мюзик Италия - Формат: 2xCD              | вкл. албумите Sfera Ebbasta и XDVR Reloaded |
| 2018   | Rockstar (Popstar Edition) Super Deluxe Box - Дата: 2018 - Лейбъл: Юнивърсъл Мюзик Италия - Формат: 2xCD, 2xLP | вкл. албума Rockstar (Popstar Edition) в версия двойно CD с нова музика и кожена опаковка, в двойна LP версия и картина, отпразнуваща 3-ния платинен диск на албума “Rockstar” с автограф. |
| 2020   | Famoso (Super Deluxe Box – Hoodie Edition) - Дата: 2020 - Лейбъл: Юнивърсъл Мюзик Италия - Формат: CD, LP      | Снимка на обложката на платно, албума на LP и CD deluxe с алтернативни обложки и оформена рамка литографски картички от харис нюкем + суичър размер М. Само по италианския Амазон.         |
| 2020   | Famoso (Super Deluxe Box - D&G Edition)                                                                        | подобен на предишния, но с фланелка Долче & Габана и гердан с кръст |

### Микстейпове
| Година | Заглавие и детайли                                                              |
| ------ | ------------------------------------------------------------------------------- |
| 2013   | Emergenza Mixtape Vol. 1 - Дата: 15 септември 2013 - Лейбъл: самиздат - Формат: |

## Сингли
в скоби: албум

### Като основен изпълнител
- 2016 – BRNBQ (Sfera Ebbasta)
- 2016 – Figli di papà (Sfera Ebbasta)
- 2016 – Bangkok (ft. Каркадан) (непубликуван официално)
- 2017 – Dexter
- 2017 – Tran Tran (Rockstar)
- 2018 – Rockstar (Rockstar)
- 2018 – Cupido (ft. Quavo) (Rockstar)
- 2018 – Ricchi x sempre (Rockstar)
- 2018 – Pablo (с Rvssian) (Rockstar - Popstar Edition)
- 2018 – Happy Birthday (Rockstar - Popstar Edition)
- 2019 – Mademoiselle
- 2019 – Soldi in nero (c Шива)
- 2020 – Miami (с Ronnie J, Duki) (Jupiter)
- 2020 – M'Manc (с Шабло и Жеолир)
- 2020 – Bottiglie privè (Famoso)
- 2020 – Baby (feat. Джей Балвин) (Famoso)
- 2021 – Hollywood (feat. Дипло) (Famoso)
- 2021 – Mi fai impazzire (c Бланко)
- 2022 – Italiano Anthem (c Rvssian) (Italiano)
- 2022 – Mamma mia (с Rvssian)
- 2022 – Hace calor (Remix) (c Калеб Ди Мази и Rvfv ft. Омар Валера)
- 2023 – Orange (с Лучано)
- 2023 – Capitán (с Rvfv и Анита)
- 2023 – Milano (с Бия и Фивио Форин) (Really Her (Intl Deluxe)
- 2023 – Anche stasera (ft. Елоди) (X2VR)

### Като гост изпълнител
- 2014 – Tutti i giorni (Kaпо Плаза feat. Сфера Ебаста)
- 2016 – Scooteroni RMX (Маракеш и Гуè Пекеньо ft. Сфера Ебаста) (Santeria Voodoo Edition)
- 2017 – Hypebae (Куебонафиде ft. Сфера Ебаста) (Dla fanek euforii EP)
- 2017 – Bimbi (Чарли Чарлз feat. Ици, Тедуа, Еркоми, Гали, Сфера Ебаста)
- 2017 – Lamborghini (Гуè Пекеньо feat. Сфера Ебаста и Елетра Ламборгини) (Gentleman)
- 2018 – Wave (Дрефголд & Дейвс дъ Кид ft. Сфера Ебаста) (Kanaglia)
- 2019 – Stamm Fort (Luchè feat. Сфера Ебаста) (Potere)
- 2019 – Cabriolet (Салмо feat. Сфера Ебаста) (Playlist)
- 2019 – Calipso (Чарли Чарлз ft. Сфера Ебаста, Мамуд и Фабри Фибра)
- 2020 – Elegante (ДрефГолд ft. Сфера Ебаста) (Elo)
- 2020 – Dorado (Мамуд ft. Сфера Ебаста и Фейд) (Ghettolimpo)
- 2021 – Je ne sais pas (Lous and the Yakuza ft. Сфера Ебаста, Шабло)
- 2021 – Di notte (Ерниия ft. Сфера Ебаста и Карл Брейв) Gemelli (ascendente Milano)
- 2021 – Tu mi hai capito (Мадам ft. Сфера Ебаста) (Madame)
- 2021 – Mi piace (Тони Ефе ft. Сфера Ебаста) (Untouchable)
- 2021 – Mambo (Стив Аоки & Уили Уилям ft. Сфера Ебаста, Шон Пол, Ел Алфа, Play-N-Skillz)
- 2022 – Solite pare (Сик Люк ft. Thasup и Сфера Ебаста)
- 2022 – Siri (Thasup ft. Лаца и Сфера Ебаста)
- 2022 – Téléphone (Буба ft. Сфера Ебаста)
- 2022 – Alleluia (Шива ft. Сфера Ебаста)
- 2023 – Piove (Лаца ft. Сфера Ебаста) (Sirio)
- 2023 – Gelosa (Финес ft. Сфера Ебаста и Шива, Сфера Ебаста и Гуè)
- 2023 – Mirage (АриБийтз ft. Одзуна, Джимс и Сфера Ебаста)
- 2023 – Bon ton (Дрилионер, Лаца и Бланко ft. Сфера Ебаста и Микеланджело) (10)
- 2023 – 90 Special (Дрилионер със Сфера Ебаста) (10)
- 2023 – Hoe (Тедуа ft. Сфера Ебаста) (La Divina Commedia)
- 2023 – X caso (Жеолир ft. Сфера Ебаста)
- 2023 – Cookies n' Cream (Гуе ft. Анна и Сфера Ебаста) (Madreperla)
- 2023 – Location (Нойзи и Сфера Ебаста) (Alpha)
- 2023 – On fire (paid it full) (Емис Кила ft. Сфера Ебаста) (Effetto Notte)
- 2023 – Un milione di volte (Шива ft. Сфера Ебаста) (Santana Season)

## Други парчета
в скоби: албум

#### Индивидуални
- 2016 – XDVRMX (XDVR Reloaded)
- 2016 – Equilibrio
- 2016 – Notti
- 2016 – Visiera a becco
- 2016 – No No
- 2016 – Bang Bang
- 2016 – Quello che non va (Sfera Ebbasta)
- 2016 – BHMG (Sfera Ebbasta)
- 2018 – Serpenti a sonagli (Rockstar)
- 2018 – XNX (Rockstar)
- 2018 – Uber (Rockstar)
- 2018 – Leggenda (Rockstar)
- 2018 – Bancomat (Rockstar)
- 2018 – 20 collane (Rockstar)
- 2018 – Uh Ah Hey (Rockstar (Popstar Edition))
- 2019 – Male
- 2020 – Giovani re (Famoso)
- 2020 – Gelosi (Famoso)
- 2020 – 6:00 AM (Famoso)
- 2020 – $€ Freestyle (Famoso)
- 2020 – Famoso (Famoso)
- 2021 – Uhlala (Famoso)

#### Сътрудничество
- 2007 – Iniorap (Сфера Ебаста ft. Емис Кила)
- 2008 – NO S3SS (Сфера Ебаста  ft. Darko)
- 2012 – Chi cazzo sei (Crone ft. Сфера Ебаста ) (GloryHole Mixtape)
- 2013 – Savoir Fare (Maruego ft. Сфера Ебаста ) (Back Again Mixtape)
- 2013 – Metal Detector (Ерния ft. Сфера Ебаста ) (New Generation Rap Boss Mixtape)
- 2013 – #Cheffigo (Ft. Гали)
- 2013 – Super Lemon Haze Pt. 2 (Ft. Yago Dose) (Emergenza Mixtape Vol.1)
- 2013 – Sotto Controllo (Ft. Gotik) (Emergenza Mixtape Vol.1)
- 2013 – Crack Music (Ft. Paska) (Emergenza Mixtape Vol.1)
- 2013 – Sulle Mie Spalle (Ft. Cima) (Emergenza Mixtape Vol.1)
- 2013 – Levati Dal Cazzo (Ft. Smacco) (Emergenza Mixtape Vol.1)
- 2013 – Non Ci Siamo (Ft. Ерния) (Emergenza Mixtape Vol.1)
- 2013 – Hey Tipa (Ft. Gordo (ITA)) (Emergenza Mixtape Vol.1)
- 2013 – Sempre Vera (Ft. TommySmoka)
- 2013 – Solo per te (Ft. Denny La Home) (Emergenza Mixtape Vol.1)
- 2013 – Suca (Ft. Ecstra) (Emergenza Mixtape Vol.1)
- 2013 – 90' Anthem (Ft. lowlow) (Emergenza Mixtape Vol.1)
- 2013 – NPAC (Ft. MastaRais)
- 2013 – Ice Cream (Ft. Nico Flasher)
- 2013 – Tony Montana Freestyle (Ft. Romeo (ITA))
- 2013 – Fanculo Al Tuo Finto Swag (Ft. Brian Blaster & Junior K)
- 2014 – Kalashnicov (Ghali Foh ft. Сфера Ебаста ) (Leader)
- 2014 – Non sei come noi (Zingo Gang ft. Сфера Ебаста ) (Gioco o realtà)
- 2014 – Nagasaki (Sfera Ebbasta ft. Капо Плаза & Peppe Soks) Emergenza Mixtape Vol.2 (непубликуван)
- 2015 – Cavallini (Dark Polo Gang ft. Sfera Ebbasta) (Crack Musica)
- 2015 – Gucci Mane (Paska ft. Sfera Ebbasta & Ghali) (:) EP)
- 2015 – Trinità (DopeDog ft. Noir Shiva & Sfera Ebbasta)
- 2015 – Soluzione (Joker e Resi ft. Sfera Ebbasta) (Libertà di parola)
- 2015 – Sobrio (Izi ft. Sfera Ebbasta) (Julian Ross Mixtape)
- 2016 – Lingerie (Tedua ft. Sfera Ebbasta) (Orange County Mixtape)
- 2016 – Ragazzi del blocco ( Sfera Ebbasta ft. Achille Lauro)
- 2016 – Fiori del male (Dark Polo Gang ft. Sfera Ebbasta) (The Dark Album)
- 2016 – Balenciaga (Sfera Ebbasta ft. SCH) (Sfera Ebbasta)
- 2016 – Cartine Cartier (Sfera Ebbasta ft. SCH) (Sfera Ebbasta)
- 2016 – Tutto apposto (Izi ft. Sfera Ebbasta) (Fenice)
- 2017 – Lamborghini RMX (Guè Pequeno ft. Sfera Ebbasta, Elettra Lamborghini)
- 2017 – Daddy (Coyote Jo Bastard ft. Leto & Sfera Ebbasta) (L’Enfer avant le Paradis)
- 2017 – Revolver Freestyle (Тедуа ft. Coyote Jo Bastard, Еркоми, Ици & Сфера Ебаста) (Orange County California)
- 2017 – Fuckin It Up (Hypno Carlito & Sfera Ebbasta)
- 2017 – Diamanti (J $tash ft. Sfera Ebbasta) (Relax With Me)
- 2017 – Ballin in Fendi (Reggie Mils ft. Famous Dex, Sfera Ebbasta) (Dexter Reggie (feat. Famous Dex) - EP)
- 2018 – Pablo (Remix) (Rvssian, Sfera Ebbasta, Rich the Kid, Moneybagg Yo & Lil Baby)
- 2018 – Sciroppo (Sfera Ebbasta ft. Dref Gold) (Rockstar)
- 2018 – Tran Tran (International Version) (Sfera Ebbasta ft. Lary Over) (Rockstar (International Version) и Rockstar (Popstar Edition))
- 2018 – Bancomat (International Version) (Sfera Ebbasta ft. Tinie Tempah) (Rockstar (International Version) и Rockstar (Popstar Edition))
- 2018 –  20 Collane (International Version) (Sfera Ebbasta ft. Rich The Kid) (Rockstar (International Version) и Rockstar (Popstar Edition))
- 2018 – Cupido (RMX) (Сфера Ебаста , Khea & Duki ft. Елетра Ламборгини & Quavo) (Rockstar (Popstar Edition))
- 2018 – XNX (RMX) (Sfera Ebbasta ft. Guè Pequeno) (Rockstar (Popstar Edition))
- 2018 – XNX (French RMX) (Sfera Ebbasta ft. SCH) (Rockstar (Popstar Edition))
- 2018 – Serpenti A Sonagli (RMX) (Sfera Ebbasta ft. Lacrim) (Rockstar (Popstar Edition))
- 2018 – Machika (Remix) (J Balvin, G-Eazy & Sfera Ebbasta ft. Jeon, Anitta, Duki & MC Fioti)
- 2018 – Machika (Remix) (J Balvin, G-Eazy & Sfera Ebbasta ft. Jeon, Anitta, Duki & MC Fioti)
- 2018 – Double Tap (Sfera Ebbasta ft. Hoodrich Pablo Juan)
- 2018 – Tesla (Capo Plaza feat. Sfera Ebbasta, DrefGold) (20)
- 2018 – Mwaka Moon (Kalash ft. Sfera Ebbasta)
- 2018 – Double Tap (Sfera Ebbasta ft. Hoodrich Pablo Juan)
- 2018 – Tesla (Capo Plaza feat. Sfera Ebbasta, DrefGold)  (20)
- 2018 – Mwaka Moon (Kalash ft. Sfera Ebbasta)
- 2018 – Borsello (Гуе Пекеньо ft. Sfera Ebbasta, DrefGold) (Sinatra)
- 2019 – Mon Cheri (Еркоми ft. Sfera Ebbasta) (Dove gli occhi non arrivano)
- 2019 – Ice (Marty Baller ft. Sfera Ebbasta, A$AP Ferg, Rich The Kid, Jay Critch)
- 2019 – 48H (Ици ft. Sfera Ebbasta) (Aletheia)
- 2019 – Corazón morado (Елетра Ламборгини ft. Sfera Ebbasta) (Twerking Queen)
- 2019 – Gigolò (Лаца feat. Сфера Ебаста, Капо Плаза) (Re Mida Aurum)
- 2019 – Supreme – L'ego (Маракеш ft. Sfera Ebbasta, Tha Supreme) (Persona)
- 2019 – One Million Dollar Baby (Duki ft. Eladio Carrión & Сфера Ебаста) (Super Sangre Joven)
- 2020 – McQueen (Miami Yasine & Сфера Ебаста) (Welcome 2 Miami)
- 2020 – Immortale (Гуе Пекеньо ft. Сфера Ебаста) (Mr. Fini)
- 2020 –  Abracadabra (Сфера Ебаста ft. Future)
- 2020 – Macarena (Сфера Ебаста ft. Offset)
- 2020 – Tik Tok (Сфера Ебаста ft. Маракеш и Гуè Пекеньо)
- 2020 – Salam Alaikum (Сфера Ебаста ft. 7ARI, Steve Aoki) (Famoso)
- 2020 – Gangang (Сфера Ебаста ft. Lil Mosey) (Famoso)
- 2020 – Hoodboy Rmx (Coyote Jo Bastard ft. Сфера )
- 2020 – Soldi sulla carta (FSK Satellite ft. Сфера Ебаста) (Padre figlio e spirito)
- 2021 – Demonio (Капо Плаза ft. Сфера Ебаста) (Plaza)
- 2021 – Nuovo Range (Еркоми ft. Сфера Ебаста, Junior K) (Taxi Driver)
- 2021 – Triste (с Фейд) (Famoso)

## Музикални видеоклипове
| Година | Заглавие                                                                                 | Забележки                                                                   |
| ------ | ---------------------------------------------------------------------------------------- | --------------------------------------------------------------------------- |
| 2014   | Savoir Fare (Maruego ft. Sfera Ebbasta)                                                  | парче на Маруего                                                            |
| 2014   | Tutti i giorni (Capo Plaza ft. Sfera Ebbasta)                                            | сингъл на Капо Плаза и Сфера Ебаста                                         |
| 2014   | Nagasaki (Sfera Ebbasta ft. Capo Plaza & Peppe Soks)                                     | сингли на Капо Плаза и Сфера Ебаста от неиздадения Emergenza Mixtape Vol. 2 |
| 2014   | Tasche piene                                                                             | сингли на Капо Плаза и Сфера Ебаста от неиздадения Emergenza Mixtape Vol. 2 |
| 2014   | Siamo in 23                                                                              | сингъл на Сфера Ебаста                                                      |
| 2014   | Maleducati (Sfera Ebbasta ft. Capo Plaza & Peppe Soks)                                   |                                                                             |
| 2015   | XDVR                                                                                     | парчета на Сфера Ебаста                                                     |
| 2015   | Mercedes Nero (Sfera Ebbasta ft. Tedua, Izi)                                             | парчета на Сфера Ебаста                                                     |
| 2015   | Zero                                                                                     | парчета на Сфера Ебаста                                                     |
| 2015   | Panette                                                                                  | парчета на Сфера Ебаста                                                     |
| 2015   | OGNT                                                                                     | парчета на Сфера Ебаста                                                     |
| 2015   | Tutti Scemi                                                                              | парчета на Сфера Ебаста                                                     |
| 2015   | Brutti Sogni                                                                             | парчета на Сфера Ебаста                                                     |
| 2015   | Cavallini (Dark Polo Gang ft. Sfera Ebbasta)                                             | парче на Дарк Поло Генг и Сфера Ебаста                                      |
| 2016   | Sobrio (Izi ft. Sfera Ebbasta)                                                           |                                                                             |
| 2016   | Ragazzi del blocco (Sfera Ebbasta ft. Achille Lauro)                                     | парче на Сфера Ебаста и Акиле Лауро                                         |
| 2016   | Scooteroni RMX (Marracash e Guè Pequeno ft. Sfera Ebbasta)                               | сингъл на Маракеш и Гуе Пекеньо                                             |
| 2016   | Cartine Cartier (SCH ft. Sfera Ebbasta)                                                  | парче на SCH и Сфера Ебаста                                                 |
| 2016   | Lingerie (Tedua ft. Sfera Ebbasta)                                                       |                                                                             |
| 2016   | Fiori del male (Dark Polo Gang ft. Sfera Ebbasta)                                        | парче на Дарк Поло Генг                                                     |
| 2016   | No Champagne                                                                             | парче на Сфера Ебаста                                                       |
| 2016   | Ciny                                                                                     | парче на Сфера Ебаста                                                       |
| 2016   | XDVRMX (Sfera Ebbasta ft. Luchè, Marracash)                                              | парче на Сфера Ебаста                                                       |
| 2016   | Blunt & Sprite                                                                           | парче на Сфера Ебаста                                                       |
| 2016   | BRNBQ                                                                                    | сингъл на Сфера Ебаста                                                      |
| 2017   | Hypebae (Quebonafide ft. Sfera Ebbasta)                                                  | сингъл на Куебонафиде                                                       |
| 2017   | Bimbi (Charlie Charles ft. Izi, Rkomi, Sfera Ebbasta, Tedua, Ghali)                      | сингъл на Чарли Чарлз                                                       |
| 2017   | Lamborghini RMX (Guè Pequeno ft. Sfera Ebbasta, Elettra Lamborghini)                     | сингъл на Гуе Пекеньо                                                       |
| 2017   | Figli Di Papà                                                                            | сингъл на Сфера Eбаста                                                      |
| 2017   | BHMG                                                                                     | парче на Сфера Ебаста                                                       |
| 2017   | Visiera a becco                                                                          | парче на Сфера Ебаста                                                       |
| 2017   | Bang Bang                                                                                | парче на Сфера Ебаста                                                       |
| 2017   | Notti                                                                                    | парче на Сфера Ебаста                                                       |
| 2017   | Dexter                                                                                   | сингъл на Сфера Ебаста                                                      |
| 2017   | Tran Tran                                                                                | сингъл на Сфера Ебаста                                                      |
| 2017   | Ballin in Fendi (Dexter Reggie ft. Famous Dex, Sfera Ebbasta)                            | парче на Декстър Реджи ft. Феймъс Декс                                      |
| 2017   | Tutto apposto (Izi ft. Sfera Ebbasta)                                                    | парче на Ици                                                                |
| 2017   | Daddy (Coyote Lo Bastard ft. Sfera Ebbasta & Leto)                                       |                                                                             |
| 2018   | Tesla (Capo Plaza ft. Sfera Ebbasta, DrefGold)                                           | парче на Капо Плаза                                                         |
| 2018   | Fuckn It Up (Hypno Carlito & Sfera Ebbasta)                                              |                                                                             |
| 2019   | Calipso (Charlie Charles con Dardust ft. Sfera Ebbasta, Mahmood, Fabri Fibra)            | сингъл на Чарли Чарлз с Дардъст                                             |
| 2019   | Soldi in nero (Shiva ft. Sfera Ebbasta)                                                  | сингъл на Шива и Сфера Ебаста                                               |
| 2019   | Pablo (Rvssian ft. Sfera Ebbasta)                                                        | сингъл на Rvssian и Сфера Ебаста                                            |
| 2019   | Happy Birthday                                                                           | сингъл на Сфера Ебаста                                                      |
| 2020   | Supreme - L'ego (Marracash ft. Tha Supreme, Sfera Ebbasta)                               | парче на Маракеш                                                            |
| 2020   | Gigolò (Lazza ft. Sfera Ebbasta, Capo Plaza)                                             | парче на Лаца                                                               |
| 2020   | Miami (Ronny J ft. Sfera Ebbasta, Duky)                                                  | сингъл на Рони Джей, Сфера Ебаста и Дуки                                    |
| 2020   | Elegante (DrefGold ft. Sfera Ebbasta)                                                    | сингъл на ДрефГолд                                                          |
| 2020   | Dorado (Mahmood ft. Sfera Ebbasta, Feid)                                                 | сингъл на Мамуд                                                             |
| 2020   | M'Manc (Shablo, Geolier, Sfera Ebbasta)                                                  | сингъл на Шабло, Джеолиер и Сфера Ебаста                                    |
| 2021   | Mambo (Steve Aoki & Willy William ft. Sean Paul, El Alfa, Sfera Ebbasta & Play-N-Skillz) | сингъл на Стив Аоки и Уили Уилям                                            |
| 2021   | Je ne sais pas (Lous and the Yakuza ft. Sfera Ebbasta, Shablo)                           | сингъл на френската певица Лус енд дъ Якуза                                 |
| 2021   | Macarena (Sfera Ebbasta ft. Offset)                                                      | парче на Сфера Ебаста                                                       |
| 2021   | Tik Tok Rmx (Sfera Ebbasta ft. Marracash, Guè Pequeno, Paky, Geolier)                    | парче на Сфера Ебаста                                                       |
| 2021   | Bottiglie Privè                                                                          | сингъл на Сфера Ебаста                                                      |
| 2021   | Baby (Sfera Ebbasta e J Balvin)                                                          | сингъл на Сфера Ебаста                                                      |
| 2021   | Mi fai impazzire (Blanco e Sfera Ebbasta)                                                | сингъл на Бланко и Сфера Ебаста                                             |
| 2021   | Triste (Sfera Ebbasta ft. Feid)                                                          | сингъл на Сфера Ебаста                                                      |
| 2022   | Italiano Anthem (с Rvssian)                                                              | сингъл на Сфера Ебаста                                                      |
| 2022   | Mamma mia (с Rvssian)                                                                    | сингъл на Сфера Ебаста                                                      |
| 2022   | Easy (с Rvssian ft. Fivio Foreign)                                                       | сингъл на Сфера Ебаста                                                      |
| 2022   | Sola (с Rvssian ft. Myke Towers)                                                         | сингъл на Сфера Ебаста                                                      |
| 2022   | Siri (Thasup feat. Лаца и Сфера Ебаста)                                                  | сингъл на Тасъп                                                             |
| 2023   | Orange (с Лучано)                                                                        | сингъл на Сфера Ебаста                                                      |
| 2023   | Capitán (с Rvfv и Анита)                                                                 | сингъл на Сфера Ебаста                                                      |
| 2023   | Bon ton (Дрилионер, Лаца и Бланко feat. Sfera Ebbasta e Michelangelo)                    | сингъл на Дрилионер                                                         |